# Don Quijote (balet)
Don Quijote este un balet în 4 acte, bazat pe episoade preluate din celebrul roman Don Quijote de La Mancha de Miguel de Cervantes. A fost inițial coregrafiat de Marius Petipa pe muzica lui Ludwig Minkus și prezentat pentru prima dată de Baletul Teatrului Imperial Bolșoi din Moscova, Rusia la 26 decembrie (S.v. 14 decembrie) 1869.
Petipa și Minkus au revizuit baletul într-o ediție mult mai extinsă și mai elaborată în cinci acte și unsprezece scene pentru Baletul Imperial, prezentat pentru prima dată pe 21 noiembrie (S.v. 9 noiembrie) 1871 la Teatrul Imperial Bolșoi Kamenny din Sankt Petersburg.

## Personaje
- Cavalerul Alonso Quijada –
- Don Quijote –
- Sancho Panza – slujitorul său
- Quiteria (în visul lui Don Quijote, Dulcineea del Toboso)
- Basilio – logodnicul ei
- Lorenzo – hangiu, tatăl Quiteriei
- Camacho – un tânăr bogat
- Mercedes – prietena Quiteriei
- Espado – toreadorul, iubitul Mercedesei
- O țigancă –
- Ducele –
- Ducesa –
- tineri și tinere din Barcelona, țigani, zâne, cupidoni, (în visul lui Don Quijote), suita ducelui

Numele personajelor în limba română sunt luate din Ghid de balet  și astfel pot diferi față de cele din povestirile în alte limbi.

## Prolog
Luând numele de Don Quijote, hidalgoul Don Quijada care a citit o mulțime de cărți, pleacă în lume hotărât să devină cavaler rătăcitor. Botezându-și mârțoaga Rosinanta, ia însoțitor pe „scutierul” său Sancho Panza, un țăran „plin de minte cât broasca de păr”. Cavalerul dorește să devină apărătorul celor lipsiți de ocrotire, prin asta să devină faimos, ca aceia despre care a citit în cărți.

## Actul I

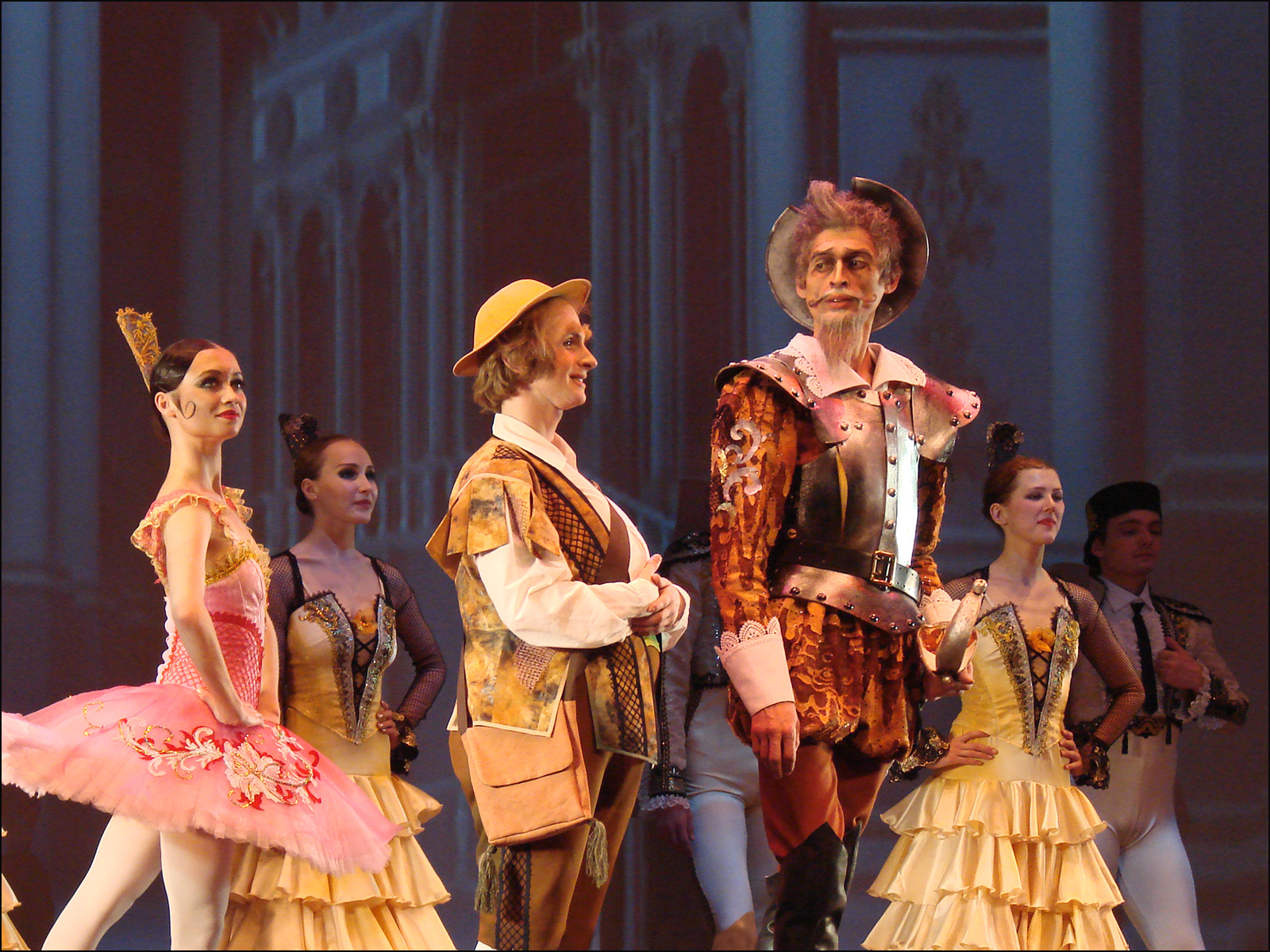
Scenă din balet cu Don Quijote și Sancho Panza (Corpul de Balet al Operei din Samara)

O zi însorită într-o piață din Barcelona. Forfota mulțimii se transformă treptat în dans, intensificat de ritmul castanietelor.
Printre perechile de dansatori, se află doi tineri îndrăgostiți, Quiteria și Basilio, admirați de ceilalți pentru talentul lor de dansatori. Însă Lorenzo, tatăl fetei, îi desparte, deoarece are pentru fiica sa alte planuri. Într-adevăr, apare după el Camacho, un tânăr bogat dar nătâng, care a cerut-o de soție. Dar pe Quiteria nu o interesează chiar de loc declarațiile sale de dragoste. În hazul prietenilor celor doi îndrăgostiți, reîncepe dansul, având în centrul atenției de data asta pe Mercedes, prietena Quiteriei. Apar și toreadorii, cu Espado în frunte, care victorios îi invită pe toți la cârciuma lui Lorenzo.
La apariția unor făpturi ciudate, mulțimea face haz și râd de ei. Sunt Don Quijote și Sancho Panza care sosiți la Barcelona, caută un han unde să înnopteze. Fascinat de fetele care i-au înconjurat, curioase să afle cine sunt ciudații călători, Sancho începe să discute cu ei. Don Quijote vrând să-l ajute, rămâne pironit, cu răsuflarea tăiată, văzând-o pe frumoasa Quiteria, care pentru el nu poate fi alta decât frumoasa din visurile sale, Dulcineea din Toboso! Se apropie, adresându-i cuvinte de laudă pe care le-a citit în cărțile sale și o invită la dans. Amuzată, fata acceptă și îi ascultă cuvintele prin care îi mărturisește admirația. La un moment de neatenție a lui Don Quijote, fata împreună cu iubitul ei Basilio, dispar. Nedumerit ce s-a întâmplat cu Dulcineea, Don Quijote se alătură lui Lorenzo și Camacho în căutarea ei.

## Actul II

### Tabloul 1
Cei doi îndrăgostiți, Quiteria și Basilio, s-au adăpostit în cârciuma unui prieten a lui Espado și fericiți își împărtășesc dragostea înconjurați de prietenii lor. Și Espado, toreadorul, îi mărturisește dragostea sa lui Mercedes cea frumoasă care îi răspunde cu un dans în care este atras și Espado. Voia bună este din nou întreruptă de Lorenzo care i-a dibuit unde s-au ascuns și o forțează pe Quiteria să-i întindă mâna lui Camacho. Don Quijote care tocmai sosise, vede cum bucuria nemărginită a lui Camacho, îl transformă în nebun de disperare pe Basilio. Punând mâna pe un pumnal, acesta își curmă viața. Plângând de îndurerare, Quiteria cere în fața celor înmărmuriți, să asculte ultima dorință a muribundului. Și Don Quijote insistă ca Basilio să-și exprime dorința. Muribundul, murmură abia auzit, că dorește dacă mai apucă să se căsătorească cu Quiteria, fie și pentru ultimele clipe de viață, iar după aceea, văduva se va putea recăsători cu Camacho. Don Quijote, dezamăgit de ce alegere a făcut Dulcineea, intervine pe lângă încăpățânatul Lorenzo, care de frica lui, îi declară căsătoriți pe cei doi. Aceasta fiind zisă, muribundul Basilio își recapătă voia bună, totul fiind de fapt o farsă, dar cuvântul dat trebuie respectat. În toiul veselei generale, Don Quijote și Sancho Panza pleacă mulțumiți că au făcut dreptate.

### Tabloul 2
O tabără de țigani devreme, înainte de ivirea zorilor. Șeful țiganilor dă deșteptarea și le poruncește adunarea șatrei, pentru a pleca la drum, când cu mirare văd două umbre care se apropie treptat. Sunt cei doi, lunganul cavaler și grăsunul său scutier. Sperând să câștige câțiva bani, șeful le propune să le prezinte câteva dansuri țigănești iar Don Quijote acceptă. Începe muzica cu un frumos acompaniament de chitare, ritmul devine tot mai rapid. Cavalerul îi privește cu admirație iar Panza, cu gesturi caraghioase încearcă să-i imite. În mijlocul lor apare o țigancă frumoasă, a cărei figură exprimă pasiune dar și dor de libertate, de parcă ar fi prizonieră și ar vrea să evadeze. După un șir de mișcări grațioase și pline de patimă, țiganca pare că a reușit să scape, dar este prinsă de ceilalți țigani. Don Quijote care a privit fascinat dansul, a înțeles altfel, luând dansul drept întâmplare reală, se năpustește cu sulița în mână să o elibereze pe țigancă. Don Quijote îi gonește urmărindu-i până în preajma unor mori de vânt. Crezând că este atacat de niște uriași, se repede din nou cu lancea sa, dar este înhățat de o pală a unei roți, care îl ridică până sus, trântindu-l apoi la pământ.

## Actul III

### Tabloul 3
Rănit în lupte și leșinat de oboseală, târându-și pașii, Don Quijote ajunge la marginea unei păduri. Panza pleacă să caute ceva de-ale gurii, iar cavalerul adoarme, continuându-și în vis aventurile. Este înconjurat de zâne, cupidoni și alte figuri de basm, menite să ocrotească dragostea sa pentru Dulcineea... Sancho Panza îl deșteaptă din frumoasa reverie, anunțându-l că se apropie un cortegiu de vânătoare. Ducele, stăpânul ținutului, îl invită la paltul său, pe vestitul cavaler.

## Actul IV
Ducele vrea să profite de prezența renumitului hidalgo, ale cărui fapte hazlii s-au răspândit peste tot ca o legendă și să-l prezinte curții, drept pentru care a organizat o mare petrecere la curte, cu promisiunea că toți se vor distra copios. Printre invitații de onoare ai balului, Don Quijote și Sancho Panza se plimbă țanțoși fără să-și de seama că doar prin înfățișarea lor deja provoacă hazul. Nu după mult timp, se anunță sosirea la bal al unui cavaler rătăcitor, însoțit de o frumoasă doamnă. Don Quijote nu-l recunoaște pe Basilio, în schimb o recunoaște pe dulcineea cea iubită, care are un aer foarte trist. Bătrânul hidalgo vrea să ceară socoteală cavalerului, dar acesta îi răspunde că a răpit-o pe Dulcineea și vrea s-o păstreze. Semeț, Don Quijote îl provoacă atunci la luptă, scoate cu chiu cu vai spada ruginită, încercînd să facă doi pași spre tânărul cavaler, se împiedică și cade. Râd cu toții și fac haz, iar Basilio își scoate masca și își cere scuze pentru mica farsă care avea ca scop distrarea Ducelui. 
Petrecerea continuă cu mai multă veselie (mare Pas de deux, Quiteria și Basilio, devenită piesă de recital). Nimeni nu a observat că în timpul veseliei ce i-a cuprins, Don Quijote și al său scutier Sancho Panza, au plecat întristați din palat.